# Condado de Sumter (Geórgia)
O Condado de Sumter é um dos 159 condados do Estado americano de Geórgia. A sede do condado é Americus, e sua maior cidade é Americus. O condado possui uma área de 1 276 km², uma população de 33 200 habitantes, e uma densidade populacional de 26 hab/km² (segundo o censo nacional de 2000). O condado foi fundado em 16 de dezembro de 1831.